# Эли, Брайан
Брайан Рэтклифф Эли (англ. Brian Ratcliffe Eley, 6 июля 1946, Лоуэр-Дон-Вэлли — 6 апреля 2022) — английский шахматист, национальный мастер.

## Биография
Чемпион Великобритании 1972 г.
В составе сборной Англии участник командного чемпионата Европы 1973 г. и матча со сборной ФРГ 1972 г.
Был редактором шахматного отдела в еженедельнике Morning Telegraph в Шеффилде. Занимался мелкой розничной торговлей (продавал шахматный инвентарь и шахматную литературу).
В конце 1970-х гг. был главным тренером молодежной сборной Англии.

## Арест и исчезновение
В 1979 г. был впервые обвинен в сексуальных домогательствах. Заявление написал Дж. Пласкетт, в то время игравший за молодежную сборную Англии. Президент Британской шахматной федерации Д. Андертон не дал хода скандалу и уволил Эли из сборной под другим предлогом. Эли сохранил тренерскую лицензию и продолжал заниматься частной практикой вплоть до 1991 г., когда его арестовали по обвинению в сексуальном насилии над несовершеннолетним. Позже ему были предъявлены обвинения по более чем 30 аналогичным эпизодам. Через месяц после ареста Эли был выпущен под залог и незамедлительно скрылся. До сих пор находится в международном розыске по линии Интерпола. Время от времени в СМИ появлялась информация, что Эли якобы видели в разных европейских городах (особенно часто указывался Амстердам), но  сведения ни разу не находили подтверждения.

## Спортивные результаты
| Год         | Город         | Соревнование                                           | + | − | = | Результат | Место |
| ----------- | ------------- | ------------------------------------------------------ | - | - | - | --------- | ----- |
| 1970        | Ковентри      | Чемпионат Великобритании                               | 4 | 3 | 4 | 6 из 11   | 11—16 |
| 1971        | Гастингс      | Турнир молодых мастеров                                | 3 | 3 | 3 | 4½ из 9   | 5—8   |
|             | Блэкпул       | Чемпионат Великобритании                               | 3 | 6 | 2 | 4 из 11   | 32—34 |
| 1972        | Брайтон       | Чемпионат Великобритании                               | 5 | 0 | 6 | 8 из 11   | 1     |
|             | Аттендорн     | Матч ФРГ — Англия (4-я доска, против Х. Бессера)       | 1 | 0 | 1 | 1½ из 2   |       |
| 1972 / 1973 | Гастингс      | Международный турнир                                   | 1 | 7 | 7 | 4½ из 15  | 14—15 |
| 1973        | Истборн       | Чемпионат Великобритании                               | 4 | 4 | 3 | 5½ из 11  | 16—22 |
|             | Кентербери    | Турнир молодых мастеров                                | 1 | 2 | 3 | 2½ из 6   | 5     |
|             | Бат           | Командный чемпионат Европы (сборная Англии, 8-я доска) | 0 | 0 | 5 | 2½ из 5   |       |
| 1974        | Клактон-он-Си | Чемпионат Великобритании                               | 3 | 3 | 5 | 5½ из 11  | 17—19 |
| 1975        | Моркам        | Чемпионат Великобритании                               | 3 | 2 | 6 | 6 из 11   | 12—17 |
| 1978        | Эр            | Чемпионат Великобритании                               | 4 | 3 | 4 | 6 из 11   | 10—18 |